# تپه سرمله قنات
تپه سرمله قنات مربوط به دوره اشکانیان - دوره ساسانیان است و در شهرستان دورود، بخش سیلاخور، دهستان سیلاخور، دهستان سیلاخور، ۸۰۰ متری شمال غربی روستای کلنگانه واقع شده و این اثر در تاریخ ۲۸ شهریور ۱۳۸۶ با شمارهٔ ثبت ۱۹۵۶۲ به‌عنوان یکی از آثار ملی ایران به ثبت رسیده است.